# Littleton (Cheshire)
Littleton è un villaggio e parrocchia civile dell'Inghilterra, appartenente alla contea del Cheshire.